# Tillé
Tillé is een gemeente in het Franse departement Oise (regio Hauts-de-France). De plaats maakt deel uit van het arrondissement Beauvais. Tillé telde op 1 januari 2022 1.294 inwoners.
In de gemeente ligt ligt de luchthaven Parijs Beauvais Tillé, de qua passagiersaantallen derde luchthaven van Parijs.

## Geografie
De oppervlakte van Tillé bedroeg op 1 januari 2022 14,8 vierkante kilometer; de bevolkingsdichtheid was toen 87,4 inwoners per km².

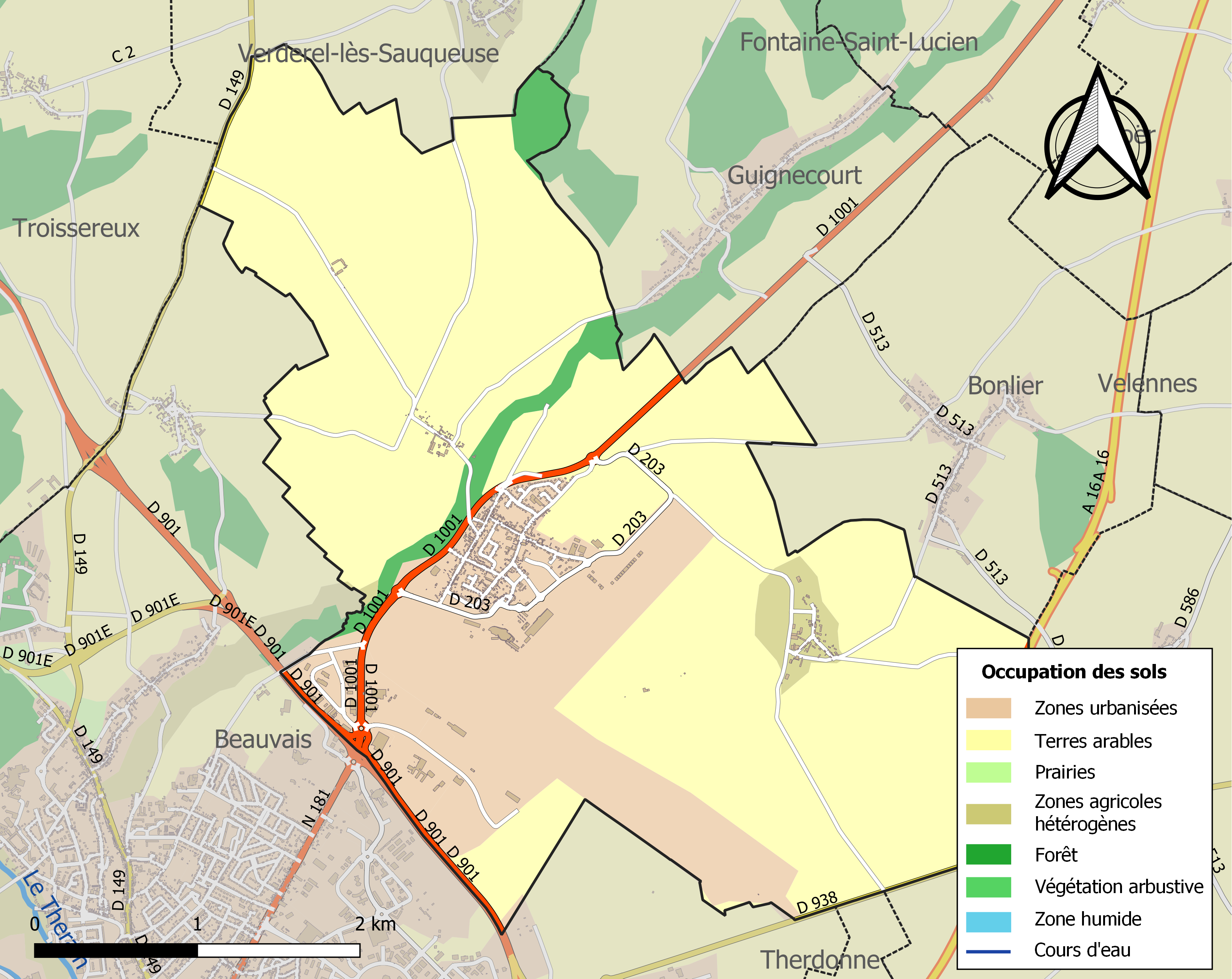
Kaart van de gemeente met belangrijkste infrastructuur, bodemgebruik en omliggende gemeenten

## Demografie
Onderstaande figuur toont het verloop van het inwonertal (bron: INSEE-tellingen).